# Atman (przedsiębiorstwo)
Atman sp. z o.o. (dawniej ATM S.A.) – przedsiębiorstwo teleinformatyczne z siedzibą w Warszawie wywodzące się z założonej w 1987 spółki TTM Sp. z o.o. produkującej rejestratory lotnicze. W październiku 2021 r. Sąd Rejonowy dla m.st. Warszawy, XIV Wydział Gospodarczy Krajowego Rejestru Sądowego zatwierdził zmianę nazwy spółki z ATM S.A. na Atman sp. o.o. oraz zmianę numeru KRS.

## Opis
Atman sp. z o.o. (dawniej ATM S.A.) jest właścicielem marki handlowej Atman, pod którą oferuje usługi w centrach danych oraz usługi telekomunikacyjne w oparciu o własne zasoby:
- trzy własne centra danych o łącznej powierzchni ponad 19 400 m² i zasilaniu 73 MW:
  - Centrum Danych Atman Warszawa-1
  - Centrum Danych Atman Warszawa-2
- ponad 5 040 km łączy międzymiastowych
- bezpośrednie punkty styku z największymi sieciami internetowymi i telekomunikacyjnymi.

W 2023 roku profil działalności spółki to:
- kolokacja,
- dostęp do internetu dla firm,
- transmisja danych,
- serwery dedykowane,
- biura zapasowe,
- chmury prywatne, chmury publiczne (oparte na VMware i OpenStack), chmury hybrydowe,
- usługi cloud connect do chmur globalnych,
- zabezpieczenia przed atakami typu DDoS,
- zapory sieciowe,
- szyfrowany DWDM,
- usługi Backup as a Service,
- Object Storage,
- usługi zarządzania infrastrukturą IT (managed IT services)
- sieci rozległe WAN i SD-WAN,
- kontenery aplikacyjne,
- ochrona serwerów przed cyberzagrożeniami – Deep Security od Trend Micro,
- usługi punktu wymiany ruchu internetowego Thinx IX: peering i tranzyt IP.

Centra Danych Atman Warszawa-1 i Warszawa-2 tworzą kampus neutralnych telekomunikacyjnie centrów danych.

## Historia
- 1989 – przekształcenie TTM Sp. z o.o. w Przedsiębiorstwo Produkcyjne ATM (PP ATM Sp. z o.o.). Firma nadal zajmowała się elektroniką lotniczą (później jako ATM Przedsiębiorstwo Produkcyjne Sp. z o.o., spółka nadal działa w tejże branży).
- 1991 – PP ATM Sp. z o.o. założyło Dział Zaawansowanych Systemów Komputerowych.
- 1993 – PP ATM pod marką IKP (Internet Komercyjny w Polsce), jako pierwsze polskie prywatne przedsiębiorstwo oferowało komercyjny dostęp do Internetu, które od roku 1998 działało jako osobne przedsiębiorstwo pod firmą AToM S.A. Po fuzji z Internet Technologies część telekomunikacyjna była znana jako Internet Partners. ATM był także generalnym dystrybutorem na Polskę przedsiębiorstwa Silicon Graphics[3].
- 1994 – Dział Zaawansowanych Systemów Komputerowych firmy PP ATM Sp. z o.o. zarejestrowano jako osobny podmiot gospodarczy – ATM Sp. z o.o., następnie w 1997 roku przekształcony – z zachowaniem ciągłości prawnej – w obecną formę spółki akcyjnej. W tym roku, przedsiębiorstwo zostało oficjalnym dystrybutorem konsol Super Nintendo, Game Boy i NES w Polsce[4].
- 1999 – Internet Partners został sprzedany amerykańskiemu operatorowi Global TeleSystems, który kontynuował działalność przedsiębiorstwo pod firmą Internet Partners GTS. Przedsiębiorstwo połączyło się z operatorem Energis Polska. Przedsiębiorstwo Energis Polska GTS Internet Partners jest podmiotem niezależnym od spółki-matki.
- 2001 – ATM S.A. uruchomiła własną telekomunikacyjną sieć światłowodową w Warszawie i rozpoczęła świadczenie usług operatorskich pod marką ATMAN. W tym roku rozpoczął się także rozwój Centrum Danych ATMAN.
- 2004 – ATM S.A. została spółką publiczną, notowaną na Giełdzie Papierów Wartościowych w Warszawie.
- 2010 – spółka uruchomiła swój drugi obiekt kolokacyjny w Warszawie – Centrum Danych Thinx Poland (obecnie Centrum Danych Atman Warszawa-2). Thinx Poland był także punktem wymiany ruchu internetowego (obecnie działa pod nazwą Thinx IX).
- 20 kwietnia 2012 – Nadzwyczajne Walne Zgromadzenie podjęło uchwałę zatwierdzającą podział ATM poprzez przeniesienie części majątku na spółkę ATM Systemy Informatyczne S.A. W konsekwencji podziału ATM kontynuuje pod marką Atman działalność telekomunikacyjną, chociaż głównie zajmuje się usługami we własnych centrach danych. Działalność związana z integracją systemów komputerowych jest prowadzona przez Atende S.A. (dawniej ATM Systemy Informatyczne S.A.). Podział ATM S.A. połączony był z wprowadzeniem ATM Systemy Informatyczne S.A. (Atende S.A.) na Giełdę Papierów Wartościowych w Warszawie.
- 19 października 2020 – ATM S.A. przestała być spółką notowaną na Giełdzie Papierów Wartościowych w Warszawie zgodnie z decyzją Zarządu Giełdy z 13 października 2020[5].
- 5 października 2021 r. Sąd Rejonowy dla m.st. Warszawy, XIV Wydział Gospodarczy Krajowego Rejestru Sądowego zatwierdził zmianę nazwy spółki z ATM S.A. na Atman sp. z o.o. i zmianę numeru KRS.

### Geneza nazwy marki Atman
Nazwa jest połączeniem nazwy przedsiębiorstwa (ATM) oraz MAN, czyli światłowodowej sieci miejskiej, która została zbudowana w 2001 w Warszawie przez ATM. Początkowo sieć nazywała się ATMAN, natomiast w późniejszym okresie przekształciła się w główną markę handlową firmy – Atman.